# Marlow Moss
Marjorie Jewel „Marlow“ Moss (* 29. Mai 1889 in Kilburn; † 23. August 1958 in Penzance) war eine britische Kunstmalerin und Bildhauerin des Konstruktivismus.

## Leben
Marlow Moss, geboren am 29. Mai 1889 in Kilburn, einem Stadtteil Londons, war die Tochter von Lionel Moss, Fachmeister in der Bekleidungsindustrie und Textilfabrikant, und seiner Frau Fannie Jacobs.
In ihrer Kindheit interessierte sie sich sehr für Musik. Als sie aber an Tuberkulose erkrankte, musste sie ihr Musikstudium für mehrere Jahre unterbrechen. Später richtete sie ihre Aufmerksamkeit mehr auf das Ballett. Gegen den Wunsch ihrer Familie entschied sie sich für eine künstlerische Karriere und studierte 1916 bis 1917 an der St. John’s Wood School of Art und von 1917 bis 1919 an der Slade School of Fine Art. Nach einem emotionalen Schock brach Moss ihr Studium an der Slade School ab, um allein und zurückgezogen in Cornwall zu leben. Statt Marjorie wollte sie nur noch als Marlow angesprochen werden und nahm um 1919 ein maskulines Aussehen an.
Inspiriert durch eine Biographie über Marie Curie kehrte sie 1923 nach London zurück und begann, im British Museum Reading Room zu studieren. Sie setzte ihr Studium im Fach Skulptur später an der Penzance School of Art fort, begann 1926 mit der Kunstmalerei und gründete ein Atelier in London. Ab jetzt nahm Moss in ihrem Leben permanent ein maskulines Aussehen mit kurzen Haaren, Krawatte und Reithosen an und änderte ihren Vornamen in Marlow auch urkundlich.
Eine Reise nach Paris 1927 bewog sie, ihr Leben dort fortzusetzen. Hier lernte sie ihre spätere Lebenspartnerin, die niederländische Schriftstellerin Antoinette Hendrika Nijhoff-Wind kennen, die Ehefrau des Dichters Martinus Nijhoff. Sie studierte von 1928 bis 1929 unter Fernand Léger und Amédée Ozenfant an der Académie Moderne.
Marlow Moss experimentiert ab 1932 mit der Verdopplung horizontaler Linien, wodurch weiße Zwischenräume entstehen.
Auch  Piet Mondrian lässt sich durch ihre Werke zu einer dynamischeren Bildkomposition inspirieren. Ihre stark abstrahierten Werke bestehen oft nur aus weißen Flächen, feinen Linien und wenigen Farbakzenten.
In Paris machte sie auch mit Georges Vantongerloo and Jean Gorin Bekanntschaft, wurde Gründungsmitglied des Verbands Abstraction-Création und stellte ihre Werke im Salon des Surindépendants aus.
Zu Beginn des Zweiten Weltkriegs verließ Moss Frankreich, um in der Nähe der Lamorna Cove in Cornwall zu leben. Erneut studierte sie hier an der Penzance School of Art, diesmal aber im Fach Architektur. Hier arbeitete sie den Rest ihres Lebens und unternahm häufig Reisen nach Paris. Von einem Nachbar in Lamorna wurde sie als „liebe kleine Seele“ bezeichnet, die allen Kindern des Dorfes ein Weihnachtsgeschenk bescherte. Der Nachbar, der als Kind in ihr Atelier zu blicken pflegte, um ihre Arbeit zu bestaunen, sagte:

„... wir sahen sie auf und ab gehen, auf und ab, auf und ab. Und dann würde sie eine gerade Linie zeichnen. Ihre Arbeit bestand aus geraden Linien und Würfeln. Dann ging sie wieder auf und ab und dann - äh, ein Quadrat würde gezeichnet werden.“

Moss trat der Londoner Niederlassung von Group Espace bei und hatte 1953 und 1958 Einzelausstellungen in der Hanover Gallery. Sie starb am 23. August 1958 im West Cornwall Hospital Penzance an einer Krebserkrankung und ihre Asche wurde nahe Lamorna dem Meer übergeben.

## Wirken
Moss’ Werk umfasste die Kunstmalerei, Skulptur und Reliefs. Vor dem Zweiten Weltkrieg beschäftigte sie sich hauptsächlich mit der Malerei, in dem sie sehr abstrakte Kompositionen mit einfachen schwarzen Linien und Rastern schuf, die dem Neo-Plastizismus von Mondrian, dessen Arbeit sie bewunderte, sehr ähnelten. Später in den 1930er-Jahren fertigte sie weiße Reliefs aus Holz, Seil und Schnur ohne jede Farbe. Ihr französisches Atelier wurde zusammen mit dem größten Teil dieser Vorkriegsarbeit 1944 durch deutsche Bombenangriffe zerstört.
Einzelausstellungen ihrer Arbeiten wurden von Erica Brausen in der Hanover Gallery London in den Jahren 1953 und 1958 in Szene gesetzt. Weitere Ausstellungen fanden 1962 im Stedelijk Museum Amsterdam und im Frühjahr 1972 im Stadhuis Middelburg statt.
Während Moss’ Architekturstudien nach dem Krieg schuf sie Skulpturen und Reliefs wie die Balanced Forms in Gun Metal on Cornish Granite (1956/57) und begann wieder mit der Malerei. Sie entwickelte dabei einen strukturell ähnlichen Stil, der jedoch farbiger ist als frühere Werke.
Trotz des innovativen Charakters ihrer Arbeit führten ihr früheres Leben in Paris und ihr später zurückgezogener Lebensstil in Cornwall zu einem unauffälligen Ruf als britische Künstlerin. Bis in die 1980er-Jahre galt sie als unbedeutende Nachahmerin Mondrians. Moss’ Werke befinden sich heute in der Tate Gallery und im Henry Moore Institute.

## Sammlungen
„Marlow Moss’ Werke befinden sich weltweit in privaten und öffentlichen Sammlungen, darunter das Museum of Modern Art in New York und das Israel Museum in Jerusalem. Sie ist vor allem in niederländischen Sammlungen vertreten, darunter im Stedelijk in Amsterdam, im Gemeentemuseum in Den Haag und Kröller-Müller in Otterlo.“